# Halowe Mistrzostwa Europy w Lekkoatletyce 2013 – bieg na 1500 m kobiet
Bieg na 1500 metrów kobiet – jedna z konkurencji rozegranych podczas halowych lekkoatletycznych mistrzostw Europy w hali Scandinavium w Göteborgu.

## Rekordy
| Rekord świata                        | Jelena Sobolewa | 3:58,28 | Moskwa, Rosja      | 18 lutego 2006 |
| Rekord Europy                        | Jelena Sobolewa | 3:58,28 | Moskwa, Rosja      | 18 lutego 2006 |
| Rekord mistrzostw Europy             | Doina Melinte   | 4:02,54 | Pireus, Grecja     | 3 marca 1985   |
| Najlepszy wynik na świecie w sezonie | Abeba Aregawi   | 3:58,40 | Sztokholm, Szwecja | 21 lutego 2013 |
| Najlepszy wynik w Europie w sezonie  | Abeba Aregawi   | 3:58,40 | Sztokholm, Szwecja | 21 lutego 2013 |

## Terminarz
| Data    | Godzina |            |
| ------- | ------- | ---------- |
| 1 marca | 19:05   | Eliminacje |
| 2 marca | 18:05   | Finał      |

## Rezultaty
| NR – rekord kraju \| WL – najlepszy tegoroczny wynik na listach światowych \| EL - najlepszy tegoroczny wynik na listach europejskich |
| SB – najlepszy wynik w sezonie \| PB – rekord życiowy                                                                                 |

### Eliminacje
Rozegrano 3 biegi eliminacyjne, do których przystąpiło 20 biegaczek. Awans do finału dawało zajęcie jednego z pierwszych dwóch miejsc w swoim biegu (Q). Skład finału uzupełniły trzy zawodniczki z najlepszymi czasami wśród przegranych (q).

#### Bieg 1
| Poz. | Tor | Zawodniczka       | Reprezentacja   | Czas    | Uwagi |
| ---- | --- | ----------------- | --------------- | ------- | ----- |
| 1    | 7   | Natalia Rodríguez | Hiszpania       | 4:12,25 | Q     |
| 2    | 3   | Laura Muir        | Wielka Brytania | 4:12,36 | Q,    |
| 3    | 2   | Jelena Sobolewa   | Rosja           | 4:12,61 | q     |
| 4    | 6   | Giulia Viola      | Włochy          | 4:13,80 | q,    |
| 5    | 4   | Poļina Jeļizarova | Łotwa           | 4:15,10 | NR    |
| 6    | 1   | Danuta Urbanik    | Polska          | 4:15,29 |       |
| 7    | 5   | Maruša Mišmaš     | Słowenia        | 4:27,45 |       |

#### Bieg 2
| Poz. | Tor | Zawodniczka           | Reprezentacja | Czas    | Uwagi |
| ---- | --- | --------------------- | ------------- | ------- | ----- |
| 1    | 3   | Abeba Aregawi         | Szwecja       | 4:11,38 | Q     |
| 2    | 6   | Natalla Karejwa       | Białoruś      | 4:12,41 | Q,    |
| 2    | 2   | Swietłana Podosienowa | Rosja         | 4:12,41 | q     |
| 4    | 4   | Angelika Cichocka     | Polska        | 4:14,00 |       |
| 5    | 7   | Margherita Magnani    | Włochy        | 4:15,85 |       |
| 6    | 1   | Silwia Danekowa       | Bułgaria      | 4:17,62 |       |
| 7    | 5   | Elina Sujew           | Niemcy        | 4:17,81 |       |

#### Bieg 3
| Poz. | Tor | Zawodniczka            | Reprezentacja | Czas    | Uwagi |
| ---- | --- | ---------------------- | ------------- | ------- | ----- |
| 1    | 4   | Isabel Macías          | Hiszpania     | 4:14,72 | Q     |
| 2    | 5   | Katarzyna Broniatowska | Polska        | 4:14,78 | Q     |
| 3    | 3   | Anna Szczagina         | Rosja         | 4:14,89 |       |
| 4    | 1   | Claire Tarplee         | Irlandia      | 4:15,16 |       |
| 5    | 2   | Diana Sujew            | Niemcy        | 4:17,27 |       |
| 6    | 6   | Charlotte Schönbeck    | Szwecja       | 4:18,52 |       |

### Finał
| Poz. | Tor | Zawodniczka            | Reprezentacja   | Czas    | Uwagi |
| ---- | --- | ---------------------- | --------------- | ------- | ----- |
|      | 8   | Abeba Aregawi          | Szwecja         | 4:04,47 |       |
|      | 6   | Isabel Macías          | Hiszpania       | 4:14,19 |       |
|      | 3   | Katarzyna Broniatowska | Polska          | 4:14,30 |       |
| 4    | 7   | Natalla Karejwa        | Białoruś        | 4:15,15 |       |
| 5    | 2   | Swietłana Podosienowa  | Rosja           | 4:16,32 |       |
| 6    | 4   | Jelena Sobolewa        | Rosja           | 4:16,50 |       |
| 7    | 9   | Giulia Viola           | Włochy          | 4:16,83 |       |
| 8    | 1   | Laura Muir             | Wielka Brytania | 4:18,39 |       |
| —    | 5   | Natalia Rodríguez      | Hiszpania       | —       | DNS   |